# Bâtiment du musée de Ruma
Le bâtiment du musée de Ruma (en serbe cyrillique : Зграда музеја у Руми ; en serbe latin : Zgrada muzeja u Rumi) est situé à Ruma, dans la province de Voïvodine et dans le district de Syrmie, en Serbie. Il est inscrit sur la liste des monuments culturels de grande importance de la république de Serbie (identifiant no SK 1309).

## Bâtiment
Le bâtiment, situé 182 rue Glavna (« rue principale »), a été construit en 1772 pour abriter un lycée franciscain. Il a été édifié à l'initiative du baron Marko Pejačević qui, après la restructuration de la Frontière militaire, a contribué de manière significative au développement économique et urbain de Ruma au XVIIIe siècle. Selon la tradition, ce bâtiment était le premier édifice à étage de la ville. Aujourd'hui, il abrite un musée régional qui, en plus de ses collections permanentes, abrite deux legs, celui du peintre Milivoj Nikolajević et celui du peintre Roman Soretić.
Le musée se présente comme un bâtiment d'angle massif doté d'un rez-de-chaussée et d'un étage construit sous la forme de la lettre cyrillique « Г » ; le toit à deux pans est recouvert de tuiles. Les façades sont dépourvues de décoration et sont simplement rythmées par des fenêtres rectangulaires ; horizontalement un cordon profilé sépare les deux niveaux et une corniche court en dessous du toit.
Le bâtiment, préservé jusqu'à nos jours, est caractéristique des constructions de la Frontière militaire.